# Зенит (радио)
«Радио „Зенит“» — радиостанция Санкт-Петербурга. Начала работу 20 октября 2007 года в 12:00 в Санкт-Петербурге. Основной упор эфира сделан на новости, аналитические передачи и авторские программы людей, имеющих оригинальные взгляды на футбол и не только, но предполагает и музыкальную составляющую — современную российскую и мировую рок-музыку, а также музыку 80-х и 90-х годов.

## История
29 ноября 2006 года на федеральном конкурсе петербургский футбольный клуб «Зенит» выиграл последнюю свободную городскую частоту в FM-диапазоне (89,7 FM). Газета «Коммерсант» со ссылкой на свои источники оценивала инвестиции в проект в размере 1 млн долл, в то время как стоимость свободной радиочастоты в Санкт-Петербурге оценивалась в 2,5 — 3 млн долл.
Радио «Зенит» начало вещание в Петербурге 21 октября 2007 года в тестовом режиме. Станция позиционировалась как общегородская «информационно-музыкально-спортивная» станция, обязательным условием лицензии являлась популяризация «здорового образа жизни и активного отдыха». 12 декабря 2007 года стало официально известно о продаже футбольным клубом «Зенит» 51 % акций одноимённой радиостанции президенту Балтийской медиагруппы и партнёру Газпрома Олегу Руднову.
21 марта 2016 года радиостанция сообщила о решении акционеров: за два месяца оперативный контроль перейдёт от News Media Арама Габрелянова (ставшего владельцем Балтийской медиагруппы после смерти Руднова в январе 2015 года) структурам «Газпром-медиа», будет сокращено 50 % сотрудников, произойдёт смена руководства и формата вещания. На тот момент станция была убыточной (по итогам 2014 года убыток составил 6,2 млн руб., объём кредиторской задолженности достиг 23,5 млн руб.). По данным TNS за февраль-апрель 2016 года радио «Зенит» занимало 25 место среди 31 петербургской радиостанции с аудиторией 199 тыс. человек (по собственным подсчётам станции её ежедневная аудитория составляла примерно 260 тыс. человек).
В июле 2017 года генеральным продюсером станции стал спортивный комментатор Геннадий Орлов.
С конца декабря 2018 года радиостанция стала продавать рекламу через созданного Газпром-медиа и НСК селлера «Дом радиорекламы».
По итогам 2021 года радиостанция заняла 19-е место среди самых цитируемых спортивных СМИ согласно рейтингу Медиалогии.
С 2021 года по генерального директора «Радио „Зенит“» занимает Люкшина Жанна Геннадьевна.
В феврале 2023 г. футбольный клуб «Зенит» получил одобрение ФАС на покупку 25 % акций радиостанции, после чего становился владельцем 49 % голосующих акций.
С мая 2022 года пост главного редактора «Радио „Зенит“» занимает Елена Чирицкая.
С сентября 2023 года пост главного редактора «Радио „Зенит“» занимает Ольга Сидоровская.

## Программы
- Циммес-шоу
- Выпуски новостей
- Спорт за скобками
- «Экспертиза» с Геннадием Орловым
- Архитектурный ансамбль
- Чемпионский раунд
- Мужской клуб «Шипр»
- Большой корт
- Рок-диапазон
- 78 оттенков
- Спортивная столица
- Навстречу футболу
- Утреннее шоу «Дивизион Подъема»
- Зенитный расчёт
- Хоккейная лихорадка
- Высокие
- Управляемый занос
- Руки вверх!
- Фантомная аналитика
- Свободная практика

## Награды
- XII Всероссийский фестиваль-конкурс спортивной журналистики «Энергия побед», диплом I степени в номинации «Премия имени Вадима Синявского за лучший радиорепортаж» — Мария Капустина, Александр Дормашев.
- Победитель всероссийского конкурса «Спорт — норма жизни» среди региональных и федеральных СМИ и социальных медиа, 2022.
- Лауреат ежегодной премии «Спорт и Россия» в категории «Спортивные СМИ», 2022.
- «Лучшие социальные проекты России» в категории «Образование и наука», 2022.
- Лауреаты премии «Осенний бал прессы», в рамках которой награждают лучших представителей СМИ. Победителей выбирают жители нашего города, 2018.
- Лауреат национальной премии «Радиомания» в номинациях «Радиошоу» и «Лучший ведущий/интервьюер», 2015.
- Лауреат премии Правительства Санкт-Петербурга в области журналистики за 2015 год в номинации «Лучшие радиопередачи»[10].
- Лауреат журналистского конкурса «СеЗаМ-2015» в номинации «Премия года». Награду получили Валерий Жук, Дмитрий Рябинкин и Михаил Давидчук за радиопередачу «Кубок СССР — 1944»[11].
- Награда «За информационную поддержку Специального олимпийского комитета Санкт-Петербурга».
- Диплом «За большой вклад в популяризацию физической культуры и спорта, пропаганду здорового образа жизни».
- Премия Правительства Санкт-Петербурга «За лучшую авторскую программу» — за программу «Блокадный матч».
- Лауреат премии Российской футбольной премьер-лиги (РФПЛ).
- Премия Министерства спорта Российской Федерации «За лучшие телевизионные и радиоматериалы по вопросам реализации ФЦП „Развитие физической культуры“ и спорта в РФ на 2006—2015 годы».
- Памятный диплом от Свято-Троицкой Александро-Невской Лавры — руководитель информационной службы Татьяна Валович.
- Премия ФК «Зенит» за лучший Радиоэфир — руководитель отдела спортивной информации «Радио Зенит» Елена Окаемова.
- Лауреат конкурса СМИ «PRO образование-2013» — ведущий новостей, автор и ведущий тематических программ «Радио Зенит» Артём Классен, программа «Мужская профессия».
- Лауреат Всероссийского журналистского конкурса на лучшее освещение в средствах массовой информации тематики безопасности населения на транспорте — автор и ведущий тематических программ «Радио Зенит» Артём Классен, программа «В ваших интересах».
- Лауреат всероссийского конкурса «Спортивные регионы — спортивная Россия» — коллектив «Радио Зенит» в лице: Игоря Евдокимова, Александра Лукьянова, Алексея Антипова, Петра Лукашевича, программы: «Сектор 33», «На низком старте», «Весь этот футбол»).
- Лауреат российской национальной премии «Радиомания-2012»[4] в номинации «Ведущий разговорного эфира» — Фёдор Погорелов.
- «Золотое перо-2011»[4]. «Информационная программа» (телевидение, радио, интернет) — программа «Петербург 2020».
- «Золотое перо-2011»[4]. «Работа в спортивной журналистике» (все СМИ) — программа «Футбольное обострение».
- «Золотое перо-2010»[4]. «Радио» — программа «Подъём с переворотом».
- Лауреат российской национальной премии «Радиомания-2008»[4] в номинации «Спортивная программа» — программа «Звезда на ладони», автор и ведущий — Элла Веселкова